# Isabella van Neuchâtel
Isabella van Neuchâtel (circa 1335 - 25 december 1395) was van 1373 tot aan haar dood gravin van Neuchâtel.

## Levensloop
Isabella was de oudste dochter van graaf Lodewijk van Neuchâtel en diens echtgenote Johanna, dochter van heer Jan II van Montfaucon. Ze huwde met graaf Rudolf IV van Nidau, maar het huwelijk bleef kinderloos.
Omdat haar vader zonder wettige mannelijke nakomelingen kwam te overlijden, erfde Isabella in 1373 als oudste dochter het volledige graafschap Neuchâtel. Dit was ten nadele van haar jongere zus Verena, die in het testament van Isabella's vader als mede-erfgename was vermeld. Isabella wilde haar regering over Neuchâtel verzekeren en het graafschap samenhouden door aan haar onwettige halfbroers Jan en Vauthier de heerlijkheden Rochefort en Les Verrières te schenken.
Tijdens haar regering kreeg Isabella eveneens het dorp Boudevilliers en het district Val-de-Ruz terug, die in leen tijdelijk aan graaf Johan II van Aarberg-Valangin waren gegeven. Ook verzette ze zich tegen Margaretha van Wuflens, de weduwe van haar vader die als nutsgebruikster een erfdeel van Neuchâtel in handen had, en nam ze het op voor de burgers van Boudry, waarvan de stadsrechten door Margaretha werden genegeerd.  
In 1375 maakte ze van de dood van haar echtgenoot gebruik om Erlach in te nemen, dat ze met de steun van graaf Amadeus VI van Savoye en de burgers van Erlach onder de invloed van Neuchâtel bracht. Ondanks haar consolidatiepolitiek gaf ze in 1375 de heerlijkheid Vaumarcus in leen aan Gerard, de ongehuwde zoon van haar halfbroer Jan.
Omdat Isabella geen nakomelingen had, breidde ze haar neef Koenraad van Freiburg voor op de erfopvolging. Na haar dood in 1395 volgde Koenraad haar op als graaf van Neuchâtel. 